# Andigné
Andigné è un ex comune francese di 350 abitanti situato nel dipartimento del Maine e Loira nella regione dei Paesi della Loira. Dal  1º gennaio 2016 è stato accorpato al comune di Lion-d'Angers che con l'occasione ha preso il nome di Le Lion-d'Angers.

## Società

### Evoluzione demografica
Abitanti censiti